# Kasteel Almere
Kasteel Almere is een niet afgebouwd kasteel in de Nederlandse plaats Almere. De bouw startte in 2000 maar werd in 2002 stilgelegd, waarna het bouwwerk is verworden tot een hedendaagse ruïne. Het bevindt zich aan de Oude Waterlandseweg in Almere Haven en is zichtbaar vanaf de snelweg A6.

## Historie
De plannen voor het bouwen van het kasteel dateren uit 1999. Er moest een betere trouwlocatie in de stad komen, waarna wethouder Cees van Bemmel (VVD) met de plannen voor het Kasteel kwam. Het ontwerp is gebaseerd op het 13e-eeuwse kasteel Jemeppe in Hargimont (België). De eerste paal werd op 15 september 2000 geslagen. De kosten van het kasteel werden aanvankelijk op 60 miljoen gulden geschat (ruim 27 miljoen euro), later verhoogd naar 120 miljoen gulden. Vanwege financiële problemen werd het bouwproject in 2002 stilgelegd. 
In 2005 werd het project opgekocht door het hiervoor opgerichte bedrijf Gravin BV. Naast een hotel en een trouwlocatie in het kasteel wilde Gravin ook huizen bouwen op het terrein. Om dit laatste mogelijk te maken was echter een wijziging van het bestemmingsplan nodig. In 2008 besloot het gemeentebestuur van Almere niet in te stemmen met een voorstel daartoe.
In 2013 bestonden plannen om in en rond het kasteel een attractiepark met de naam WitchWorld te bouwen. In oktober 2015 nam WitchWorld een optie om het kasteel voor 20 miljoen euro van Gravin BV te kopen, met een ontsnappingsclausule indien de plannen voor het attractiepark financieel of politiek niet rond zouden komen. Aangezien de financiering van het park inderdaad niet kon worden gerealiseerd kwam het niet tot een daadwerkelijke koop. Op 31 oktober konden bezoekers het kasteel van dichtbij bekijken. Er kwamen duizenden mensen. In november 2016 kregen de initiatiefnemers van WitchWorld meer tijd om de financiering te regelen, maar in oktober 2018 werd het gehele project stopgezet.
In 2021 maakte Kunstenaarscollectief Kamp Seedorf een kunstwerk van de toren in opdracht van gemeente Almere.
Juni 2025 kwamen er plannen naar buiten om het Kasteel alsnog af te bouwen in het midden van een nieuwe woonwijk.

## Foto's

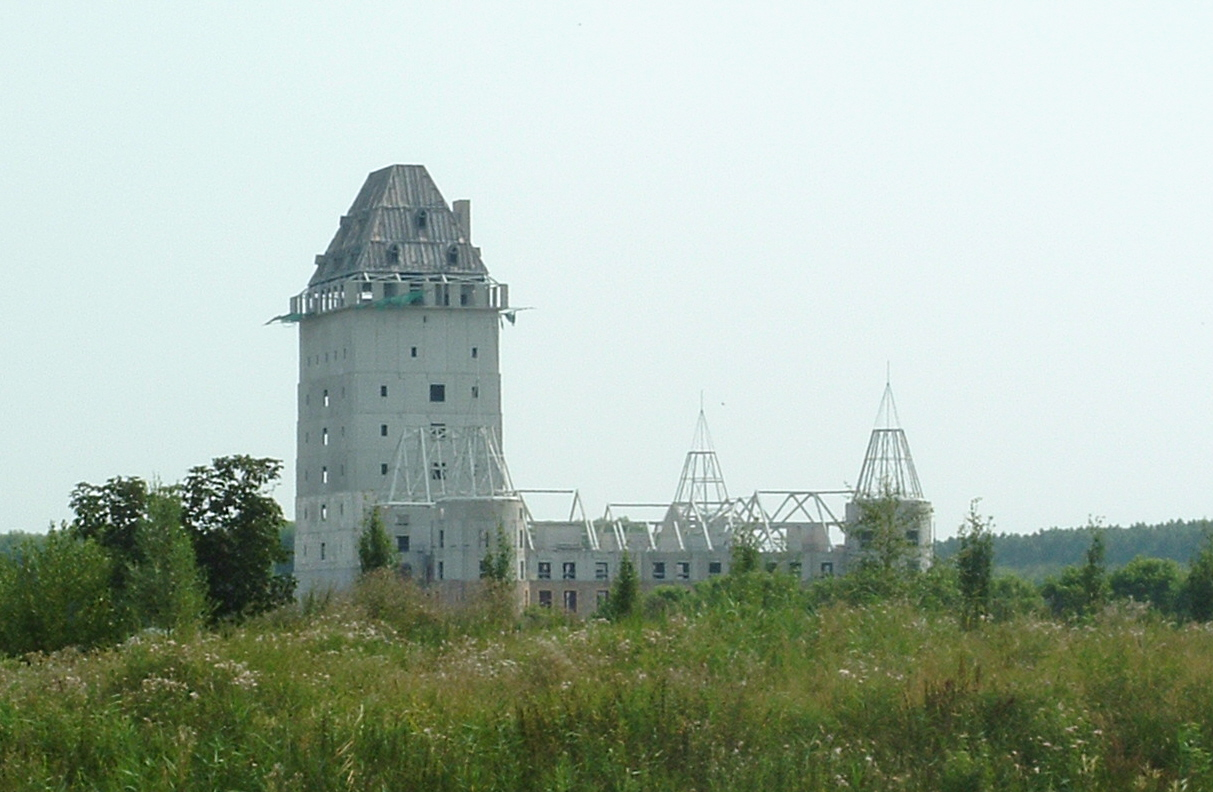
Kasteel Almere
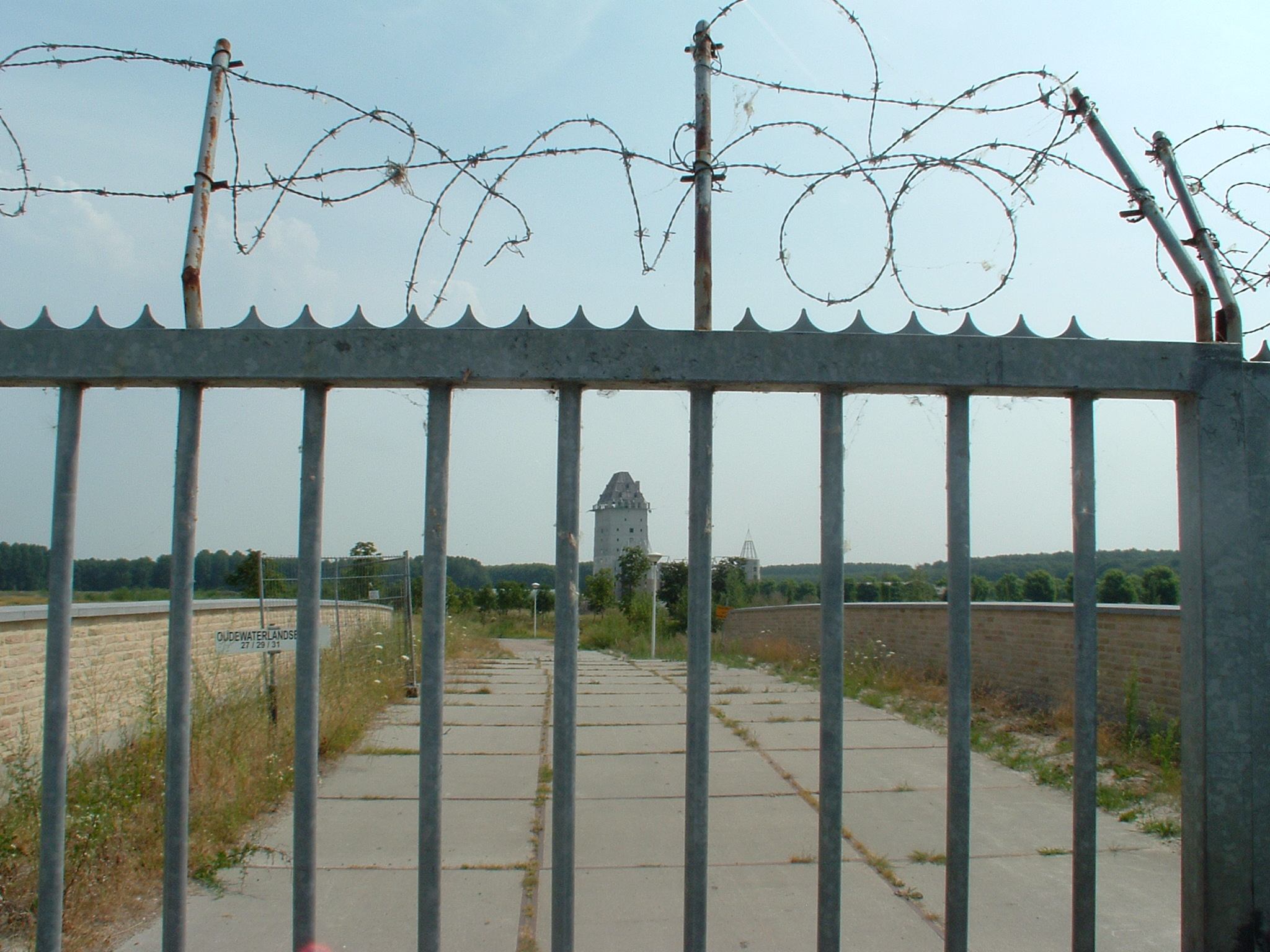
Toegang kasteel Almere
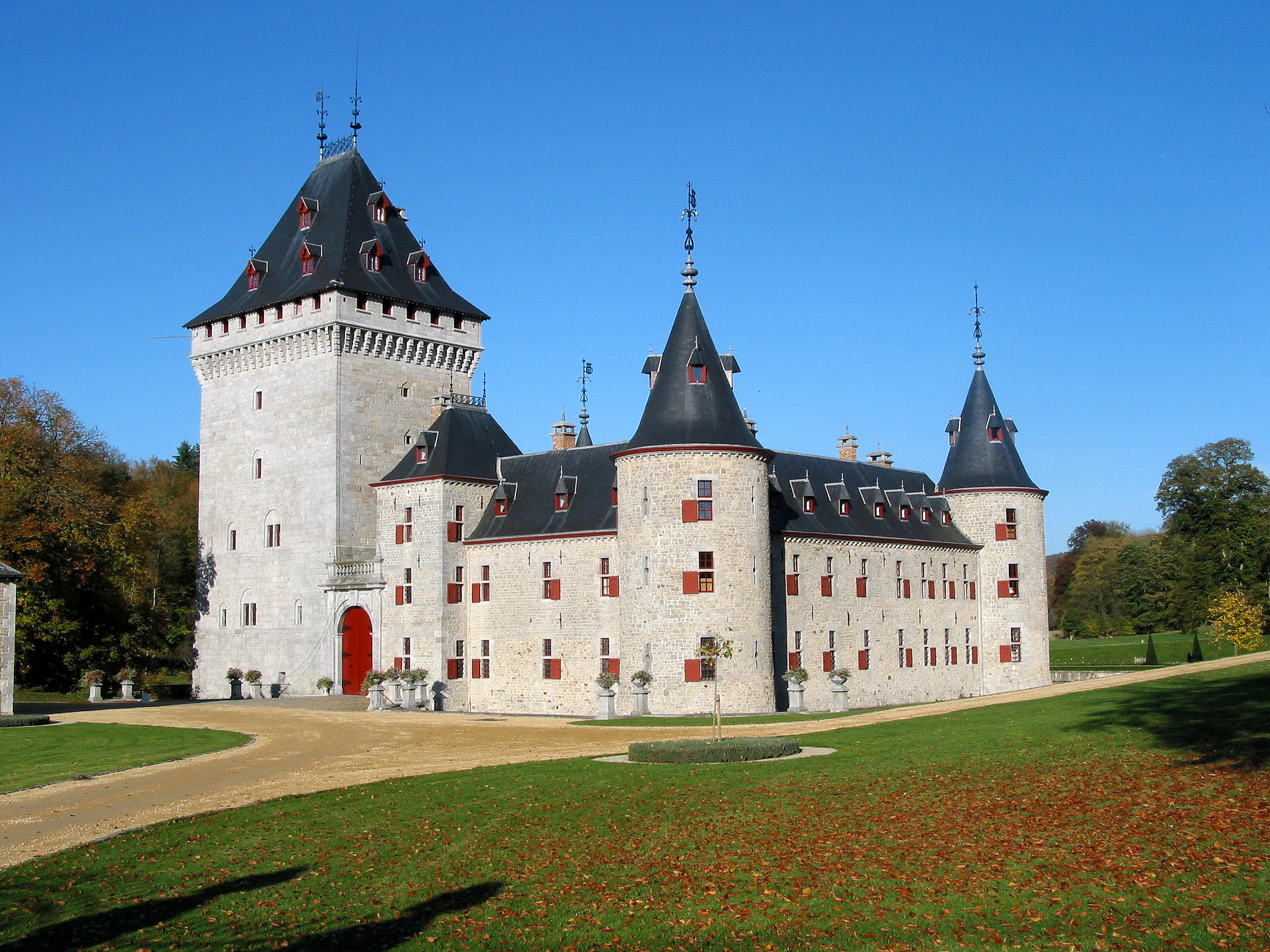
Kasteel Jemeppe in Hargimont dat model stond voor het kasteel in Almere.